# Sarcinodes holzi
Sarcinodes holzi là một loài bướm đêm trong họ Geometridae.